# Rhabdomastix fumipennis
Rhabdomastix fumipennis är en tvåvingeart som beskrevs av Alexander 1939. Rhabdomastix fumipennis ingår i släktet Rhabdomastix och familjen småharkrankar.
Artens utbredningsområde är Dominica. Inga underarter finns listade i Catalogue of Life.